# 451 градус за Фаренгейтом (фільм, 1966)
«451 градус за Фаренгейтом» (англ. Fahrenheit 451) — англійський фільм-антиутопія французького режисера Франсуа Трюффо 1966 року на основі однойменного роману Рея Бредбері. Це перший кольоровий фільм Франсуа Трюффо та єдиний його фільм англійською мовою.

## Сюжет
Світ майбутнього, в якому всі письмові видання безжально знищуються спеціальним загоном пожежних-вогнеметчиків, а інтерес до книг і їх зберігання переслідується згідно із законом.
Сержант Гай Монтег сліпо виконує накази по знищенню літератури, але зустріч з юною Кларисою змушує його переосмислити своє життя. Він стає інакомислячим — відщепенцем в тоталітарному суспільстві, що читає тільки комікси.
За сюжетом фільм місцями відрізняється від роману. Наприклад, Клариса виживає у фільмі і в кінці залишає місто разом з Монтегом. Роль Фабера значно зменшена у фільмі: він з'являється лише мимохідь в одній сцені як стара людина, що спить на лавці в парку.

## У ролях
- Оскар Вернер — Гай Монтег
- Джулі Крісті — Лінда Монтег/Клариса
- Сиріл К'юсак — Капітан
- Антон Діффрінг — Фабіан
- Джеремі Спенсер — чоловік з яблуком
- Бі Дюфель — книжкова жінка
- Ноель Девіс — Cousin Midge on TV
- Едвард Кає — дзюдоїст (у титрах не вказаний)
- Марк Лестер — школяр (у титрах не вказаний)
- Том Вотсон — інструктор (у титрах не вказаний)
- Енн Белл  — Доріс (у титрах не вказана)
- Анна Пелк — Джекі (у титрах не вказана)

### Книжкові люди
У титрах вказаний лише Алекс Скотт
- Алекс Скотт : Життя Анрі Брюлара, Стендаль
- Майкл Белфур : Державець, Нікколо Мак'явеллі
- Айвон Блейк : Anti-semite and Jew by Жан-Поль Сартр.
- Фред Кокс : Гордість і упередження Частина 1
- Френк Кокс : Гордість і упередження Частина 2, Джейн Остін
- Джудіт Дрінан : Держава, Платон
- Деніс Гілмор : Марсіанські хроніки, Рей Бредбері
- Девід Гловер : Посмертні записки Піквікського клубу, Чарлз Діккенс
- Джон Рей : Вір Гермістон, Роберт Луїс Стівенсон